# Dolichovespula adulterina
Guêpe adultérine
Espèce
Dolichovespula adulterina, la Guêpe adultérine, est une espèce d'Hyménoptères de la famille des Vespidae. Cette guêpe sociale parasite vit dans les régions paléarctique et néarctique, parasitant différentes espèces hôtes selon la région où elle habite. Elle se nourrit notamment d'insectes, d'araignées, d'arthropodes, de viande, de mollusques, de fruits, de nectar et de sécrétions larvaires.

## Distribution et habitat
D. adulterina a une répartition holarctique, c'est-à-dire qu'on la trouve dans la grande majorité des habitats des continents septentrionaux. Les subdivisions de l'Holarctique comprennent le Paléarctique, qui comprend l'Afrique du Nord et l'Eurasie à l'exclusion de l'Asie du Sud-Est et de l'Inde, et le Néarctique, qui comprend les régions d'Amérique du Nord au nord du sud du Mexique.

## Systématique
Le nom scientifique complet (avec auteur) de ce taxon est Dolichovespula adulterina (Buysson, 1905). L'espèce a été initialement classée dans le genre Vespa sous le protonyme Vespa adulterina, par l'entomologiste français Robert du Buysson, en 1905.
Ce taxon porte en français le nom normalisé « Guêpe adultérine ».

### Synonymes
Dolichovespula adulterina a pour synonymes :
- Pseudovespula adulterina (du Buysson, 1905)
- Vespa adulterina du Buysson, 1905
- Vespa colchica Birula, 1930
- Vespa saxonica Birula, 1930

### Sous-espèces
Liste des sous-espèces selon GBIF (11 septembre 2021) :
- Dolichovespula adulterina adulterina
- Dolichovespula adulterina arctica (Rohwer, 1916)
- Dolichovespula adulterina montivaga Sk.Yamane, 1982